# Rosa ossethica
Rosa ossethica — вид рослин з родини трояндових (Rosaceae).

## Опис
Кущ до 2 метрів заввишки; кора жовтувато-сіра. Листки 15–17 см завдовжки; листочків 7, 6.5 × 4 см, широко еліптичні, зверху темно-зеленуваті, голі або рідко запушені? нижня сторона блідіша м'яко запушена й залозиста.

## Поширення
Ендемік Грузії.